# インターネットタイムレコーダー

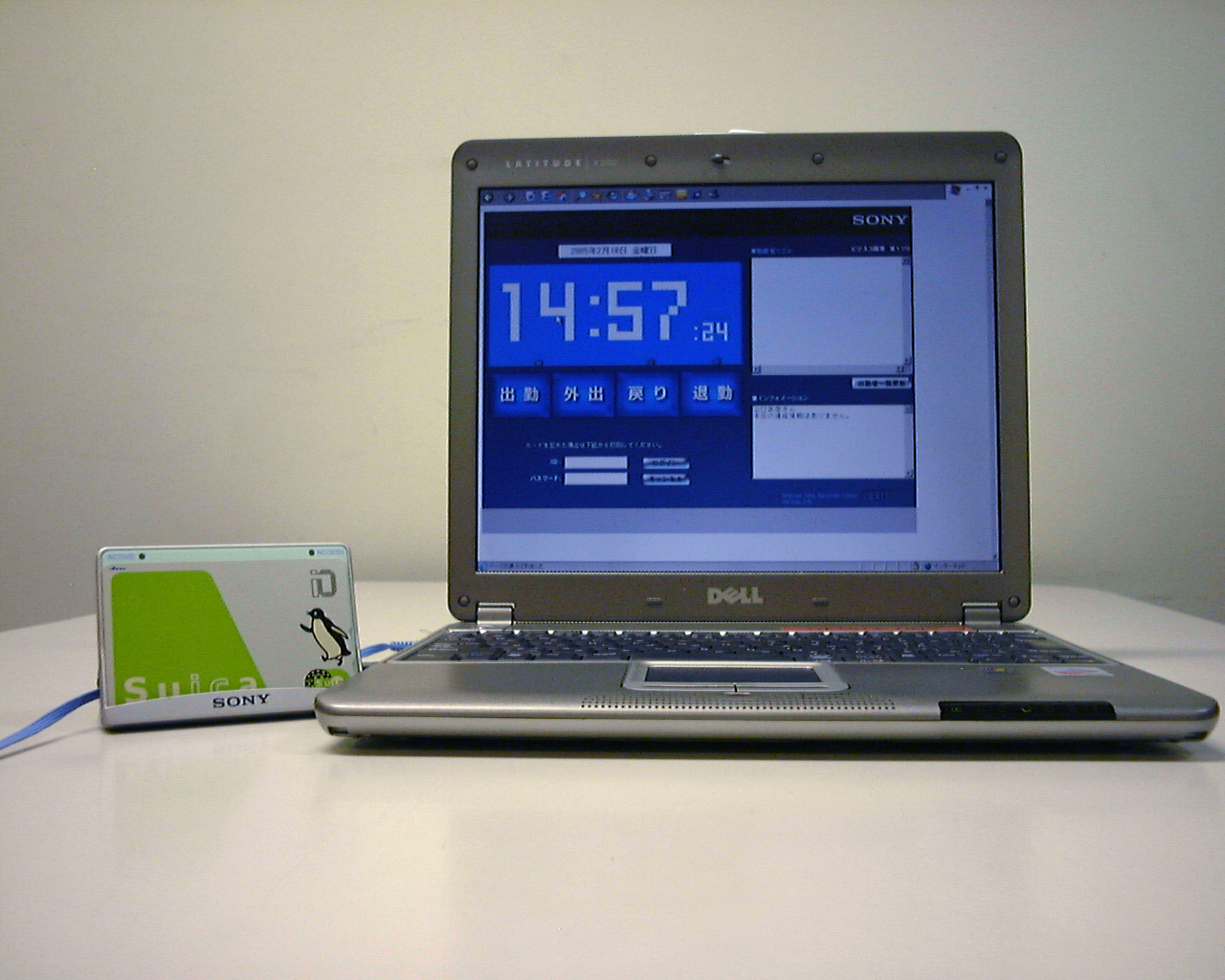
インターネットタイムレコーダー

インターネットタイムレコーダーとは、ソニーが開発した非接触ICカード技術方式FeliCaとインターネットを利用したASP型勤怠管理システムのこと。インターネット回線に接続されたタイムレコーダーの一般名称と思われがちであるが、登録商標がなされている。
近年のIT化により、データの蓄積をホストサーバに集約させインターネットを利用できる環境であればどこからでも利用可能な形としたサーバ&クライアント方式により利便性を向上させた。複数・遠隔地でのタイムレコーダーで打刻したデータも全てリアルタイムでの一元管理を可能とした。また利用者のみならず、管理側の場所もインターネット環境が利用可能であれば場所の限定がされない。

## 用途
従来のタイムレコーダーとしてのスタッフの打刻時刻の保存の他に、以下のような様々利用方法がある。
- 遠隔地からの出勤確認
- 勤務申請などの相互連絡
- データの取出しと自動集計
- シフトの作成
- 実績の相互確認。

## 仕組みと特徴
1. ホスト側はデータを蓄積するサーバ。クライアント側はデーターを送信するICカードリーダーとサーバデーターを見ることができるPCにより構成される。
2. ユーザーは一般事務などに利用されているPCを利用してサーバデーターを閲覧利用することができる。
3. ASPなのでサーバ構築の必要はない。ICカードリーダーも3,000円程度の安価なパソリを一般のPCに接続して利用できる。
4. 打刻用カードはFeliCaICカードを利用可能。Suica/PASMOなどの利用承認を得た販社もある。このようにハード機器の費用がほとんどかからないのが特徴。

## 歴史
初期のプログラム開発は、キズナジャパン株式会社の設立時（平成7年前後）に開発された。「SONY」「富士通ソフト」「沖電気」「コスモ石油」などが、当初プログラムをOEM供給をうけて販売。その後各社はインターネットを利用した独自の勤怠管理システムを構築していった。